# یومی اوچیاما
یومی اوچیاما (انگلیسی: Yumi Uchiyama; ۳۰ اکتبر ۱۹۸۷ – ) صداپیشه اهل ژاپن است.